# Alekszandr Romanovics Lurija
Alekszandr Romanovics Lurija (oroszul: Александр Романович Лурия; Kazany, Orosz Birodalom, 1902. július 16. – Moszkva, Szovjetunió 1977. augusztus 14.) nemzetközi hírű szovjet pszichológus, neuropszichológus, egyetemi tanár, az orvosi és a pedagógiai tudományok doktora, akadémikus, a klinikai pszichológia és a defektológia (=oligofrénpedagógia) kiváló művelője.

## Életútja
Orvoscsaládból származott, ő is orvosi tanulmányokat folytatott a kazanyi egyetemen. Sokat utazott külföldre. Magyarországon is tartott előadásokat. Számos műve jelent meg angol nyelven. Vlagyimir Mihajlovics Behtyerev, Ivan Petrovics Pavlov és Sigmund Freud nagy hatással voltak rá. A reflexológia és a pszichoanalízis inspirációit ötvözve alakított ki egy kísérleti módszert konfliktusok feltárására. Lev Szemjonovics Vigotszkij iskolájának tagja.
Kutatásait főként a moszkvai pszichológiai és defektológiai tudományos kutató intézetekben végezte. Lurija kidolgozta a magasabb pszichikus funkciók agyi képviseletének modern elméletét. Neuropszichológiai iskolája jelentősen továbbfejlesztette a lokalizációs tant és számos vizsgálómódszert dolgozott ki az agykérgi sérültek pszicho-diagnosztikájára és gyógypedagógiai rehabilitációjára.

## Munkái (válogatás)
- Травматическая афазия. (Traumás afázia). Moszkva, 1947
- Мозг и психические процессы. (Az agy és a mentális folyamatok), Moszkva, 1963; második kiad. 1970
- Az emberi agy és a pszichikus folyamatok. in: Filozófiai problémák a magasabb rendű idegműködés fiziológiájában és a pszichológiában. Budapest, 1965
- Лобные доли и регуляция психических процессов. (A frontális lebeny és a mentális folyamatok szabályozása) Moszkva, 1966
- The Cognitive Development: Its Cultural and Social Foundations. Harvard University Press, 1976. ISBN 0-674-13731-0

### Magyarul
- Válogatott tanulmányok; vál. Osmanné Sági Judit, ford. Erős Ferenc, Józsa Péter, bev. Tomka Imre; Gondolat, Bp., 1975
- Utam a lélekhez. Tudományos önéletrajz; szerk. E. D. Homszkaja, ford. Pléh Csaba; Gondolat, Bp., 1987
- A pszichoanalízis a jelenkori pszichológia fő irányainak tükrében, Kazany, 1923 (magyar nyelvű rövidített változat: Thalassa Alapítvány, 1997)